# Blue Grass (Iowa)
Blue Grass es una ciudad situada entre los condados de Scott y Muscatine, en el estado de Iowa, Estados Unidos. Según el censo de 2010 tenía una población de 1.452 habitantes.

## Geografía
Según la Oficina del Censo de los Estados Unidos, la localidad tiene un área total de 7,48 km², la totalidad de los cuales 7,48 km² corresponden a tierra firme.

## Demografía
Según el censo de 2010, había 1452 personas residiendo en la localidad. La densidad de población era de 194,12 hab./km². Había 597 viviendas con una densidad media de 79,81 viviendas/km². El 97,04% de los habitantes eran blancos, el 1,24% afroamericanos, el 0,41% amerindios, el 0,21% asiáticos, el 0,07% de otras razas, y el 1,03% pertenecía a dos o más razas. El 1,79% de la población eran hispanos o latinos de cualquier raza.